# JPT2
JPT2 (англ. Jupiter microtubule associated homolog 2) – білок, який кодується однойменним геном, розташованим у людей на короткому плечі 16-ї хромосоми. Довжина поліпептидного ланцюга білка становить 190 амінокислот, а молекулярна маса — 20 063.
| 10         |  | 20         |  | 30         |  | 40         |  | 50         |
| ---------- |  | ---------- |  | ---------- |  | ---------- |  | ---------- |
| MFQVPDSEGG |  | RAGSRAMKPP |  | GGESSNLFGS |  | PEEATPSSRP |  | NRMASNIFGP |
| TEEPQNIPKR |  | TNPPGGKGSG |  | IFDESTPVQT |  | RQHLNPPGGK |  | TSDIFGSPVT |
| ATSRLAHPNK |  | PKDHVFLCEG |  | EEPKSDLKAA |  | RSIPAGAEPG |  | EKGSARKAGP |
| AKEQEPMPTV |  | DSHEPRLGPR |  | PRSHNKVLNP |  | PGGKSSISFY |  |            |

A: Аланін

C: Цистеїн

D: Аспарагінова кислота

E: Глутамінова кислота

F: Фенілаланін

G: Гліцин

H: Гістидин

I: Ізолейцин

K: Лізин

L: Лейцин

M: Метіонін

N: Аспарагін

P: Пролін

Q: Глутамін

R: Аргінін

S: Серин

T: Треонін

V: Валін

Кодований геном білок за функцією належить до фосфопротеїнів. 
Задіяний у таких біологічних процесах, як ацетилювання, альтернативний сплайсинг. 
Локалізований у цитоплазмі, ядрі.